# باول مكهيل
باول مكهيل (بالإنجليزية: Paul McHale)‏ (30 سبتمبر 1981 في المملكة المتحدة - ) هو لاعب كرة قدم بريطاني في مركز الوسط. لعب مع نادي دندي ونادي رينجرز ونادي سانت ميرين ونادي كلايد ونادي ستنهاوسموير ونادي ستيرلينغ ألبيون ونادي كاودينبيث لكرة القدم.

## وصلات خارجية
- باول مكهيل على موقع قاعدة بيانات كرة القدم.إي يو (الإنجليزية)
- باول مكهيل على موقع Soccerbase.com (لاعب) (الإنجليزية)